# Kaithi
Kaithi (कैथी), také nazýváno kayathi nebo kayasthi, je název písma, dříve hodně rozšířeného v částech severní Indie, hlavně na území dnešních států Uttarpradéš a Bihár. Bylo používáno především k zápisu právních, administrativních, ale také soukromých záznamů.

## Původ názvu
Název kaithi je odvozen od slova kayastha, což je severoindická kasta, ve které najdeme převážně písaře a úředníky. Příslušníci této sociální skupiny byli blízce spřízněni s královskými dvory i koloniální vládou v severní Indii, ty si je najímaly na pořizování a uchovávání finančních a právních záznamů, vlastnických listin, běžné korespondence a zápisů soudních řízení. Písmu, které používali při psaní těchto dokumentů, se začalo říkat Kaithi.

## Historie
Nejstarší nalezené záznamy psané tímto písmem se datují do 16. století a i dříve. Písmo se hodně rozšířilo za dob Mughalské říše. V osmdesátých letech 19. století se kaithi stalo oficiálním písmem soudního dvora v Biháru. Přestože v některých oblastech bylo kaithi používáno více než písmo dévanágarí, postupně bylo vytlačeno oficiálně uznanými písmy jako právě dévanágarí.